# KISW-FM
KISW-FM è una stazione radio di Seattle, Washington, Stati Uniti, che trasmette active rock, ossia un mix di rock classico e rock moderno. Lo slogan attuale è "The Rock of Seattle"; ha anche una lunga storia come emittente di musica album oriented rock con lo slogan "Seattle's Best Rock". Per KISW, hanno lavorato molti DJ che sono divenuti poi molto famosi. L'emitente è posseduta dalla Entercom Communication.